# Świątynia Jiming

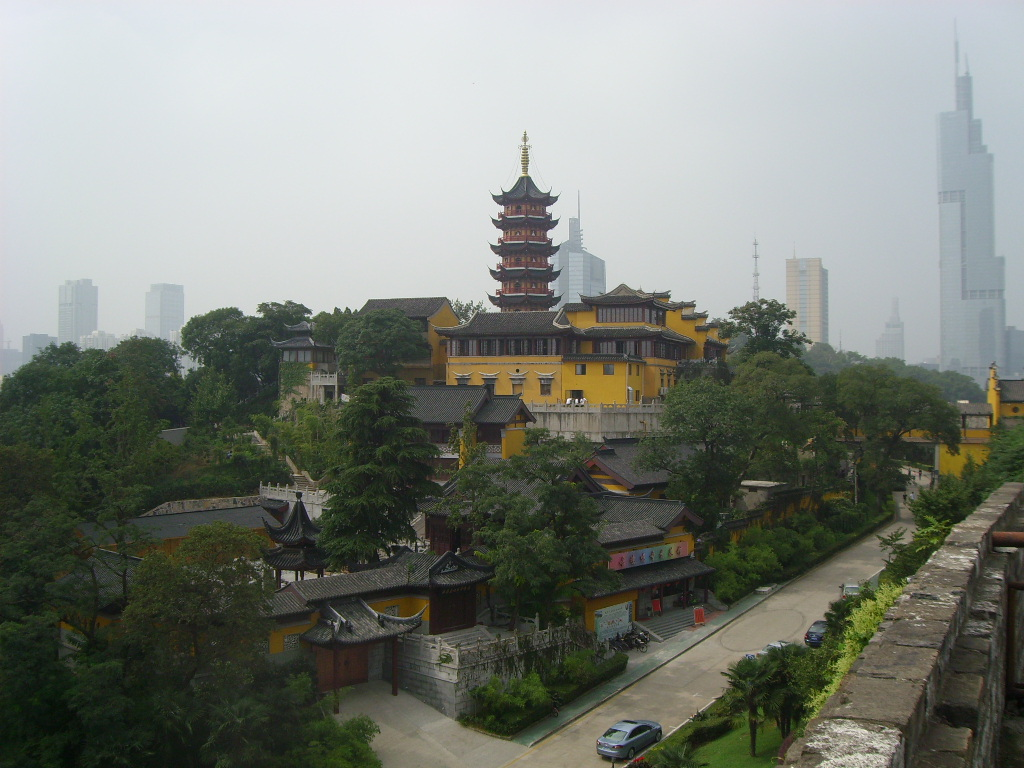
Widok na świątynię Jiming

Świątynia Jiming (chiń. upr. 鸡鸣寺; chiń. trad. 雞鳴寺; pinyin Jīmíng sì) – świątynia buddyjska znajdująca się nad jeziorem Xuanwu w centrum Nankinu, na szczycie wzgórza Jilong.
Budowę świątyni rozpoczęto w 527 roku, na rozkaz cesarza Liang Wudi; pierwotnie nosiła ona nazwę Tongtai (同泰寺). W późniejszym okresie była wielokrotnie niszczona i przebudowywana; swój obecny kształt zawdzięcza renowacji dokonanej za panowania cesarza Hongwu w 1387 roku. Legenda głosi, że w jednej ze studni na terenie świątyni cesarz Chen Shubao ukrywał się wraz ze swoimi dwoma konkubinami przed wojskami zwycięskich Sui.
Oryginalne zabudowania świątynne spłonęły doszczętnie w pożarze, który miał miejsce w 1973 roku. Na początku następnej dekady władze rozpoczęły odbudowę świątyni, zakończoną w 1989 roku. Główną atrakcją kompleksu jest wysoka na 44 metry pagoda.